# Johann Zacharias Grundig
Johann Zacharias Grundig (* 1. Augustjul. / 11. August 1669greg. in Berggießhübel; † 14. Juni 1720 in Dresden) war von 1713 bis 1720 Kreuzkantor in Dresden.

## Leben
Der Sohn eines aus einer Bergmannsfamilie stammenden Schulmeisters wurde im Wintersemester 1688/1689 an der Universität Leipzig inskribiert. Er wirkte als Sänger verschiedener Hofkapellen, schließlich der kurfürstlichen Kapelle in Dresden. Dort wechselte er Ende 1697 als Lehrer an die Kreuzschule, wo er bald auch kirchenmusikalische Aufgaben übernahm. Als ausgezeichneter Sänger sang er bei kirchenmusikalischen Aufführungen häufig selbst die Solopartien.
Auf Grund der Krankheit seines Vorgängers Basilius Petritz übernahm Grundig 1713 das Kantorenamt. Er erwies sich als befähigter Gesangslehrer. Zu seinen Schülern zählten Christoph Gottlieb Schröter, Johann Gottlieb Graun sowie dessen jüngerer Bruder, der Komponist und berühmte Sänger Carl Heinrich Graun.
Grundig erwarb sich durch die Abschrift der Passionen Heinrich Schütz’ große Verdienste um den Erhalt dieser bedeutenden Tondenkmale. Eigene Kompositionen sind von ihm hingegen nicht überliefert.
Grundigs Nachfolger als Kreuzkantor wurde der Komponist Theodor Christlieb Reinhold.
Der evangelische Theologe, Mineraloge und Publizist Christoph Gottlob Grundig war sein Neffe.